# يس ثيوري
يس ثيوري (نظرية النَعَم) هي علامة تجارية لوسائل التواصل الاجتماعي أُنشِأت كقناة على اليوتيوب، تأسست من قبل ثوماس براغ، وعمار قنديل، ومات داجر وديرن ايمري. بدأت قناة يس ثيوري باكتساب اهتمام وسائل الإعلام الوطنية في شهر تشرين الثاني من عام 2005 مع رسالتهم الشاملة وفي صحوة الهجمات الإرهابية في بيروت وباريس. تم تسليط الضوء عليهم في العديد من وسائط الإعلام الوطنية والدولية.
أُثنيَ على محتواهم باعتباره يشهد ثقافات أجنبية وبطريقة (جديدة وصادقة)،  مع الاستمرار في بث  الإيجابية والتشجيع لعيش الحياة بعقل منفتح، وهذا هو ما يحتاجه اليوتيوب والعالم بالتحديد. تتمحور العلامة التجارية (يس ثيوري) حول شعار المجموعة «أبحث عن المشقة» (سييك دسكمفورت) وهي عبارة موجودة أيضاً على علامتهم التجارية للملابس.

## خلفية
ولِدَ ثوماس براغ في التاسع من شهر تموز سنة 1993 في باريس، فرنسا، من أبويين سويديين. حصل على شهادة البكالوريوس من جامعة ماكغيل، حيث تخصص في ريادة الأعمال. وأمضى فصل دراسيا في جامعة درابر كذلك وأجرى لاحقاً مقابلة مع مؤسسها الملياردير المستثمر في رأس المال الاستثماري تيم درابر. قبل اليوتيوب كان براغ ينشأ قصص فكاهية مع قريبه الثاني، واريك رود، حيث تمكنوا من رؤية بعضهم البعض. مما أعطاه المهارات المطلوبة لصنع مقاطع على اليوتيوب بالإضافة إلى تحريرها.
ولِدَ مات داجر في ال 28 من شهر اذار عام 1992 في نيويورك، ونشأ في باريس وغرينيتش، كونيتيكت. وكانت له أصولاً من  بورتوريكو من جهة أبيه. حصل داجر على شهادة بكالوريوس آداب تخصص تاريخ من جامعة ماكغيل أيضاً عام 2014. أعلن داجر في ال 25 من شهر شباط عام 2021 على مقطع يوتيوب، بأنه لم يعد يخطط بالظهور في حلقات المجموعة لكنه سيستمر بالعمل على العلامة التجارية. حالياً، يقوم بإنشاء كتاب يس ثيوري.
ولِدَ عمار قنديل في ال 28 من شهر نيسان عام 1994 في مدينة السادات في مصر حيث أقضى حياته المبكرة هناك. ألتحقَ في الأكاديمية الأفريقية للقيادة في جنوب أفريقيا. في عام 2011 وخلال الثورة المصرية دَرَسَ في جامعة كويست عن طريق منحة دراسية. في عام 2021 أصبح مواطناً في سانت كيتس ونيفيس وحَصِلَ على جواز سفر الأمة حيث أصبح حاملاً للجنسيتين المصرية وجنسية سانت كيتس ونيفيس. هذا ما سيجعله قادراً على السفر لأكثر من 150 دولة حول العالم بالإضافة إلى عدم تفويته لأي من مغامرات يس ثيوري، وكذلك تجنب مشروع العسكرية الإلزامية للرجال البالغة أعمارهم من 18 حتى 30 في مصر.
ولِدً ديرين ايمري في تركيا وشارك في تأسيس مجموعة يس ثيوري، في بادئ الأمر أخذ دور رجل الكاميرا. في عام 2017 غادر يس ثيوري بسبب مشاكل تتعلق بجواز سفره لكنه يزور فريقه بين الحين والاخر ومنذ ذلك الحين تواجد ايمري في بعض المقاطع.
منذ تأسيسهم توسع فريق يس ثيوري، مقدمين فريق المحررين، تريستان كيفيتش، وثوماس داجر (أخ مات داجر)، وبرايس بيري وكام بيدل. بالإضافة إلى ذلك، فأن العلامة التجارية توظف فريقا لإدارة ماركة ملابسهم «سييك دسكمفورت» وسلعهم التجارية أيضاً.

## تاريخ
تقابلت المجموعة في مونتريال، كيبك، وبدأوا العمل سوياً على أول سلسلة مقاطع لهم في صيف عام 2015. بدأت قناة يس ثيوري على إنها سلسلة تحديات منظمة من قِبَل داجر وبراغ (بمساعدة عمار قنديل وايمري)، في صيف عام 2015 تم تصوير مشروع أطلقه براغ في مونتريال تحت مسمى «مشروع 30». في ذلك الوقت، كان الجميع ينام على أريكة صديقهم في مونتريال. حيث التقى ثوماس ومات لفترة وجيزة خلال فترة دراستهم في جامعة ماكغيل. ألتقوا بعمار في إحدى الحفلات بعد أن قام بإخبار ثوماس بخططه لتسلق اهرامات الجيزة. كان ديرين أخر من ينضم للمجموعة ذلك الصيف. كانت جميع التحديات مصممة لكي تدفع المجموعة خارج نطاق راحتهم. في نهاية الشهر، كان للمجموعة حوالي 2,000 مشترك فقط. ثم تم تغيير اسمهم إلى «جيل لِمَ لا».
في أواخر عام 2015، حصل يس ثيوري على عرض لأن ينتقلوا إلى فينسيا (كاليفورنيا) وأن يدفع لهم جراء صنع فيديوهات عن طريق الشبكات الرأسية التابعة لشركة سناب شات. كجزء من أحد مغامراتهم، نجحوا بالتواصل مع رئيس الوزراء الكندي، جاستن ترودو، من أجل بطاقة عيد الميلاد (الكريسمس)، حيث عرضوها للبيع من أجل العمل الخيري مع ذهاب العائدات إلى اللاجئين السوريين. علق الرئيس ترودوا آنذاك «أشياء عظيمة حول التنوع». بعد نجاحهم وانتشارهم السريع، مُنِحَ يس ثيوري ميزانية لكي يصنعوا أول 30 مقطع لهم. في كانون الثاني من عام 2016، سافر الفريق إلى الكاريبي لكي يستمروا بمساعيهم الإعلامية.
في شهر أيار من عام 2016، انتقلت المجموعة إلى فينيسيا، كاليفورنيا، بعد توقيعها على عقد مع الشبكات العمودية، إلى منزل والذي لطالما أشاروا اليه ب (506) حيث ظهر بشكل كبير في مقاطعهم، وغيروا أسمهم إلى يس ثيوري. منذ ذلك الحين، تم تدمير ذلك المنزل، وأجبِرَت المجموعة على الانتقال إلى مكان اخر. المنزل الحالي بيت النَعَم (yes house) والذي يقع بالقرب منه في فينيسيا.